# Nuoto ai campionati europei di nuoto 2024 - 200 metri misti maschili
La gara degli 200 metri misti maschili dei campionati europei di nuoto 2024 si è svolta il 22 e il 23 giugno 2024 presso il Centro Sportivo Milan Gale Muškatirović di Belgrado.

## Podio
| Pos.    | Atleta       | Nazione  |
| ------- | ------------ | -------- |
| Oro     | Hubert Kós   | Ungheria |
| Argento | Ron Polonsky | Israele  |
| Bronzo  | Berke Saka   | Turchia  |

## Record
Prima della manifestazione il record del mondo (RM) e il record dei campionati (RC) erano i seguenti.
|  | 1'54"00 | Ryan Lochte   | 24 luglio 2011 Shanghai |
|  | 1'54"82 | Léon Marchand | 27 luglio 2023 Fukuoka  |
|  | 1'56"66 | László Cseh   | 23 maggio 2012 Debrecen |

Durante la competizione non sono stati migliorati record.

## Programma
| Data           | Ora   | Turno      |
| -------------- | ----- | ---------- |
| 22 giugno 2024 | 10:15 | Batterie   |
| 22 giugno 2024 | 19:57 | Semifinali |
| 23 giugno 2024 | 19:07 | Finale     |

## Risultati

### Batterie
| Pos. | Batteria | Corsia | Atleta                 | Nazionalità | Tempo        | Note |
| ---- | -------- | ------ | ---------------------- | ----------- | ------------ | ---- |
| 1    | 3        | 4      | Hubert Kós             | Ungheria    | 1'58"75      | Q    |
| 2    | 4        | 3      | Dominik Török          | Ungheria    | 1'59"11      | Q    |
| 3    | 4        | 4      | Gábor Zombori          | Ungheria    | 1'59"52      |      |
| 4    | 4        | 5      | Ron Polonsky           | Israele     | 1'59"57      | Q    |
| 5    | 3        | 3      | Balázs Holló           | Ungheria    | 1'59"76      |      |
| 6    | 3        | 6      | Vadym Naumenko         | Ucraina     | 2'00"97      | Q    |
| 7    | 2        | 2      | Daniil Giourtzidis     | Grecia      | 2'01"01      | Q    |
| 8    | 2        | 4      | Jérémy Desplanches     | Svizzera    | 2'01"32      | Q    |
| 9    | 2        | 6      | Yakov Yan Toumarkin    | Israele     | 2'01"33      | Q    |
| 10   | 4        | 6      | Andreas Vazaios        | Grecia      | 2'01"39      | Q    |
| 11   | 2        | 3      | Eitan Ben Shitrit      | Israele     | 2'01"41      |      |
| 12   | 3        | 5      | Berke Saka             | Turchia     | 2'01"50      | Q    |
| 13   | 2        | 5      | Gabriel Lopes          | Portogallo  | 2'01"51      | Q    |
| 14   | 4        | 7      | Gian-Luca Gartmann     | Svizzera    | 2'01"58      | Q    |
| 15   | 3        | 7      | Anže Ferš Eržen        | Slovenia    | 2'01"95      | Q    |
| 16   | 4        | 1      | Sebastian Lunak        | Rep. Ceca   | 2'02"26      | Q    |
| 17   | 3        | 2      | Marius Zobel           | Germania    | 2'03"17      | Q    |
| 18   | 4        | 2      | Finn Wendland          | Germania    | 2'03"24      | Q    |
| 19   | 3        | 8      | Juraj Barcot           | Croazia     | 2'03"39      | Q    |
| 20   | 3        | 1      | Samuel Tornqvist       | Svezia      | 2'03"80      |      |
| 21   | 3        | 9      | Max Halbeisen          | Austria     | 2'04"39      |      |
| 22   | 1        | 4      | Marius Toscan          | Svizzera    | 2'04"44      |      |
| 23   | 2        | 0      | Ronny Brännkärr        | Finlandia   | 2'04"54      |      |
| 24   | 2        | 9      | Oleksii Hrabarov       | Ucraina     | 2'04"88      |      |
| 25   | 2        | 8      | Richárd Nagy           | Slovacchia  | 2'04"89      |      |
| 26   | 4        | 9      | Kristaps Miķelsons     | Lettonia    | 2'05"21      |      |
| 27   | 1        | 5      | Ronens Kermans         | Lettonia    | 2'05"85      |      |
| 28   | 4        | 0      | Finn Murray Moses Kemp | Lussemburgo | 2'06"22      |      |
| 29   | 1        | 6      | Moritz Baumgartner     | Austria     | 2'07"00      |      |
| 30   | 2        | 7      | Alexey Glivinskiy      | Israele     | 2'07"90      |      |
| 31   | 1        | 3      | Matija Rađenović       | Serbia      | 2'11"09      |      |
| DSQ  | 2        | 1      | Jakub Bursa            | Rep. Ceca   | Squalificato |      |
| DSQ  | 3        | 0      | František Jablčník     | Slovacchia  | Squalificato |      |
| DNS  | 4        | 0      | Danny Schmidt          | Germania    | Non partito  |      |

### Semifinali
| Pos. | Batteria | Corsia | Atleta              | Nazionalità | Tempo   | Note |
| ---- | -------- | ------ | ------------------- | ----------- | ------- | ---- |
| 1    | 2        | 5      | Ron Polonsky        | Israele     | 1'57"01 | Q    |
| 2    | 2        | 4      | Hubert Kós          | Ungheria    | 1'58"12 | Q    |
| 3    | 2        | 2      | Berke Saka          | Turchia     | 1'58"56 | Q    |
| 4    | 1        | 4      | Dominik Török       | Ungheria    | 1'59"07 | Q    |
| 5    | 1        | 3      | Jérémy Desplanches  | Svizzera    | 1'59"27 | Q    |
| 6    | 1        | 5      | Vadym Naumenko      | Ucraina     | 1'59"33 | Q    |
| 7    | 1        | 2      | Gabriel Lopes       | Portogallo  | 1'59"63 | Q    |
| 8    | 2        | 3      | Daniil Giourtzidis  | Grecia      | 1'59"71 | Q    |
| 9    | 2        | 7      | Gian-Luca Gartmann  | Svizzera    | 2'00"39 |      |
| 10   | 1        | 6      | Andreas Vazaios     | Grecia      | 2'00"53 |      |
| 11   | 2        | 8      | Finn Wendland       | Germania    | 2'01"03 |      |
| 12   | 2        | 6      | Yakov Yan Toumarkin | Israele     | 2'01"33 |      |
| 13   | 1        | 7      | Anže Ferš Eržen     | Slovenia    | 2'01"78 |      |
| 14   | 2        | 1      | Sebastian Lunak     | Rep. Ceca   | 2'02"29 |      |
| 15   | 1        | 8      | Juraj Barcot        | Croazia     | 2'02"45 |      |
| 16   | 1        | 1      | Marius Zobel        | Germania    | 2'02"94 |      |

### Finale
| Pos.    | Corsia | Atleta             | Nazionalità | Tempo   | Note |
| ------- | ------ | ------------------ | ----------- | ------- | ---- |
| Oro     | 5      | Hubert Kós         | Ungheria    | 1'57"21 |      |
| Argento | 4      | Ron Polonsky       | Israele     | 1'57"36 |      |
| Bronzo  | 3      | Berke Saka         | Turchia     | 1'58"62 |      |
| 4       | 6      | Dominik Török      | Ungheria    | 1'58"89 |      |
| 5       | 2      | Jérémy Desplanches | Svizzera    | 1'59"04 |      |
| 6       | 1      | Gabriel Lopes      | Portogallo  | 1'59"89 |      |
| 7       | 7      | Vadym Naumenko     | Ucraina     | 2'00"47 |      |
| 8       | 8      | Daniil Giourtzidis | Grecia      | 2'01"31 |      |